# Carabella
Carabella är ett släkte av spindlar. Carabella ingår i familjen hoppspindlar.
Kladogram enligt Catalogue of Life:
| Carabella | \| \| Carabella banksi \| \| \| \| \| \| Carabella insignis \| \| \| \| |
|           | \| \| Carabella banksi \| \| \| \| \| \| Carabella insignis \| \| \| \| |
|           | Carabella banksi                                                        |
|           |                                                                         |
|           | Carabella insignis                                                      |
|           |                                                                         |